# Hector Hyppolite

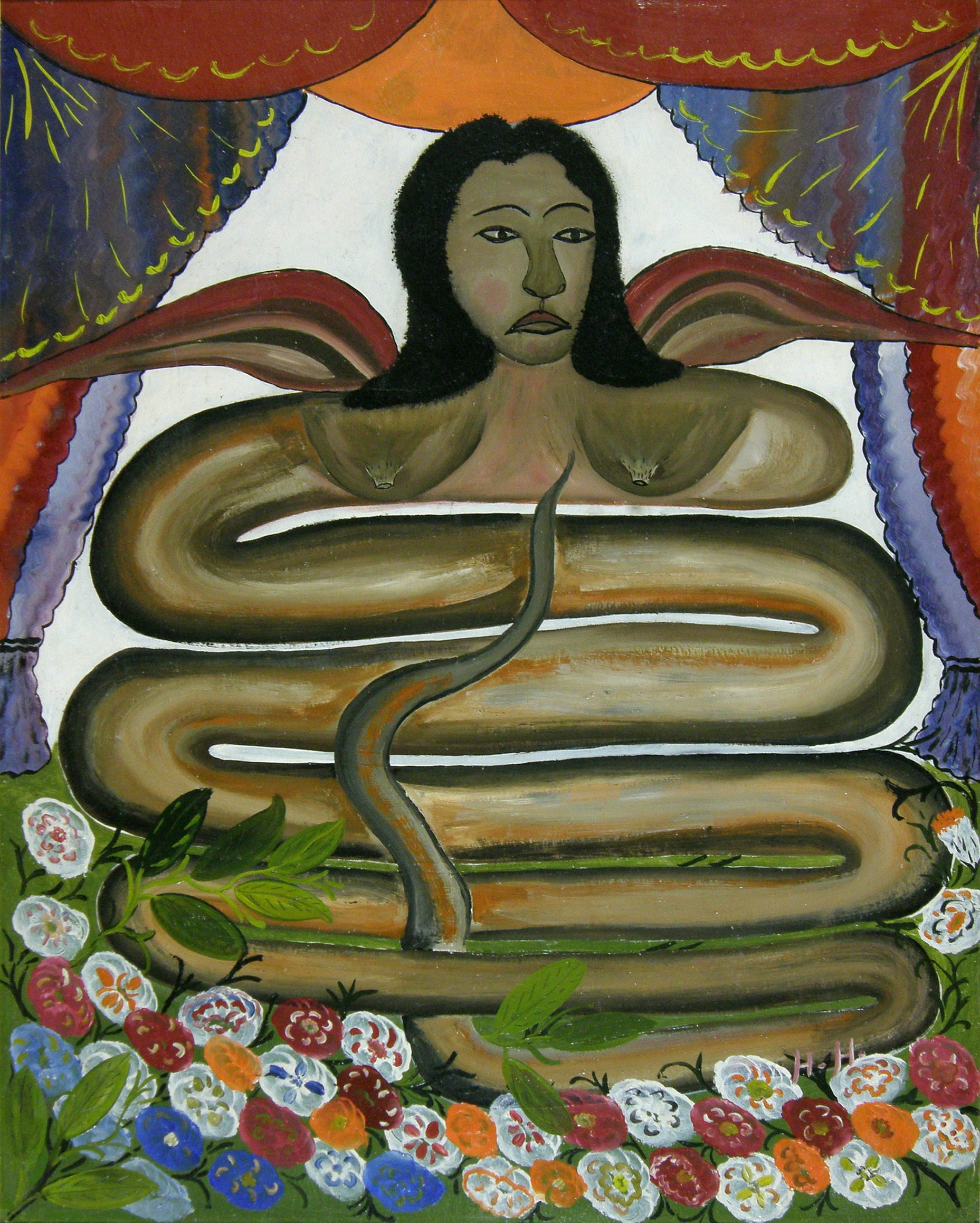
Damballah La Flambeau, 1945-1948.

Hector Hyppolite est un peintre haïtien, né le 16 septembre 1894 à Saint-Marc, mort le 9 juin 1948.
La carrière picturale de Hector Hyppolite commence à l’été 1945 et s’achève à la mort de l’artiste, en juin 1948. Découvert et encouragé par Dewitt Peters, le fondateur du Centre d'art de Port-au-Prince, Hyppolite peint durant cette période plus de 200 tableaux.
André Breton et Wifredo Lam, de passage à Port-au-Prince en décembre 1945, lui achètent plusieurs œuvres, et contribuent à sa reconnaissance internationale et à la diffusion de la peinture populaire haïtienne.
Sa fille épouse le peintre Rigaud Benoit.

## Expositions

### Expositions collectives
- Surréalisme, Musée National d'Art Moderne, Paris, du 7 septembre 2024 au 12 janvier 2025[1],[2]